# Zola praelustris
Zola praelustris är en fjärilsart som beskrevs av Louis Beethoven Prout 1933. Zola praelustris ingår i släktet Zola och familjen mätare. Inga underarter finns listade i Catalogue of Life.